# Station Rang-du-Fliers - Verton
Station Rang-du-Fliers-Verton is een spoorwegstation in de Franse gemeente Rang-du-Fliers.